# Born to Be Blue (Beverly Kenney)
| Recensione | Giudizio |
| ---------- | -------- |
| AllMusic   |          |

Born to Be Blue è un album della cantante jazz statunitense Beverly Kenney, pubblicato dalla Decca Records nel marzo del 1959.

## Tracce

### LP (1959, Decca Records, DL 8850/78850)
Lato A
1. Born to Be Blue – 3:32 (Robert Wells, Mel Tormé) – Registrato il 14 ottobre 1958 a New York
2. Isn't It a Pity – 2:32 (testo: Ira Gershwin – musica: George Gershwin) – Registrato il 9 ottobre 1958 a New York
3. For All We Know – 3:09 (testo: Sam M. Lewis – musica: J. Fred Coots) – Registrato il 22 ottobre 1958 a New York
4. It Only Happens When I Dance with You – 2:43 (Irving Berlin) – Registrato il 22 ottobre 1958 a New York
5. Again – 2:18 (testo: Dorcas Cochran – musica: Lionel Newman) – Registrato il 9 ottobre 1958 a New York
6. I Walk a Little Faster – 2:51 (testo: Carolyn Leigh – musica: Cy Coleman) – Registrato il 14 ottobre 1958 a New York

Durata totale: 17:05
Lato B
1. Go Away, My Love! – 2:33 (Jay Livingston, Ray Evans) – Registrato il 22 ottobre 1958 a New York
2. Beyond the Next Hill – 2:54 (testo: Bobby Worth – musica: Bob Haymes) – Registrato il 9 ottobre 1958 a New York
3. It's a Blue World – 2:19 (testo: Bob Wright (Robert Craig Wright) – musica: Chet Forrest) – Registrato il 14 ottobre 1958 a New York
4. Vanity – 2:58 (testo: Jack Manus, Bernard Bierman – musica: Guy Wood) – Registrato il 22 ottobre 1958 a New York
5. Somewhere Along the Way – 3:05 (testo: Sammy Gallop – musica: Kurt Adams) – Registrato il 14 ottobre 1958 a New York
6. Where Can I Go without You – 2:25 (testo: Peggy Lee – musica: Victor Young) – Registrato il 9 ottobre 1958 a New York

Durata totale: 16:14
- Durata brani ricavati dal doppio CD Beverly Kenney: Complete Decca Recordings pubblicato nel 2012 dalla Fresh Sound Records (FSR-CD 721)

## Musicisti
- Beverly Kenney – voce solista
- Ellis Larkins – pianoforte (in tutti i brani)

### Orchestre
- Charlie Albertine – direttore d'orchestra, arrangiamenti
- L'orchestra diretta da Albertine è composta da 4 trombonisti, sezione archi e sezione ritmica
- Hal Mooney – direttore d'orchestra, arrangiamenti
- L'orchestra diretta da Mooney è composta tra gli altri da Charlie Shavers (tromba) e Stan Webb (strumento a fiato), sezione archi e sezione ritmica

### Produzione
- Milt Gabler – produzione[4]
- Burt Korall – note retrocopertina album originale[5]